# Llista d'asteroides amb nom relacionat amb la cultura catalana

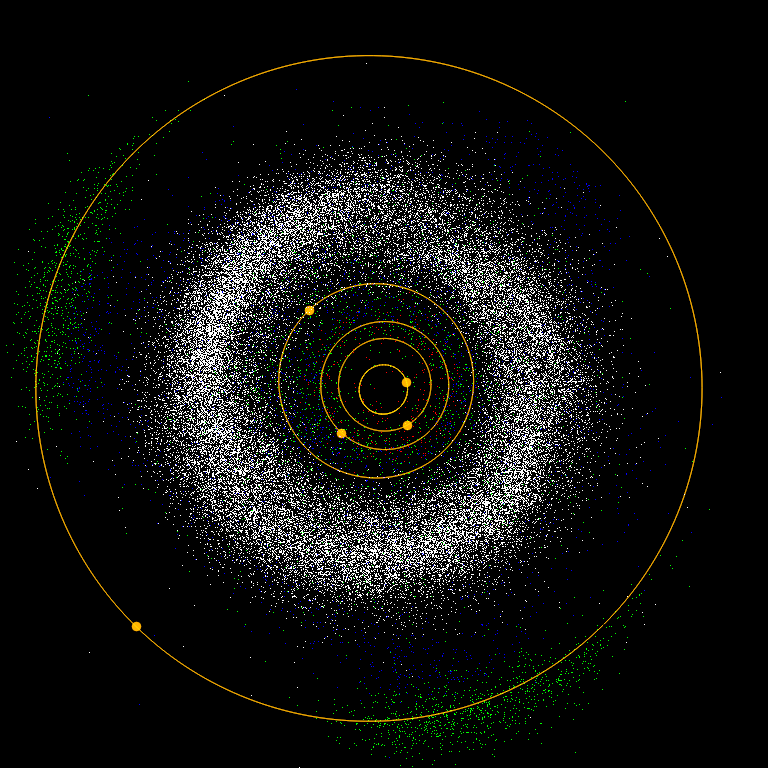
Els asteroides en el sistema solar.

Aquesta és una llista d'asteroides el nom dels quals està relacionat amb la cultura catalana. A part del número definitiu que els assigna el MPC (Minor Planet Center) quan s'ha pogut verificar amb certesa la seva òrbita, els nous asteroides poden ésser batejats amb un nom propi, proposat pel descobridor i aprovat per la Unió Astronòmica Internacional. Les motivacions per a aquests noms són diverses i s'han d'ajustar a unes regles d'atribució.
Al llarg del temps, alguns dels asteroides descoberts han rebut noms relacionats amb l'àmbit cultural català. Tenint en compte que alguns dels observatoris més actius de la península Ibèrica en aquest camp són ubicats a la costa mediterrània i que ara mateix tenen catalogats més de 200 asteroides i la majoria no tenen nom propi, és segur que la llista seguirà creixent i requerirà actualització. La següent n'és una llista: 
- (372) Palma - Descobert el 1893 a Niça i dedicat a la ciutat de Palma.
- (945) Barcelona - Descobert el 1921 per Josep Comas i Solà (1868 — 1937) a Barcelona i dedicat a la seva ciutat.
- (986) Amèlia - Descobert el 1922 per Josep Comas i Solà a Barcelona i dedicat a la seva esposa Amèlia Sala.
- (1005) Arago - Descobert el 1923 a Crimea i dedicat al científic i polític rossellonès Francesc Joan Domènec Aragó (1786-1853).
- (1102) Pepita - Descobert el 1928 per Josep Comas i Solà a Barcelona, prové del seu nom familiar Pepitu.
- (1117) Reginita - Descobert el 1927 per Josep Comas i Solà a Barcelona i dedicat a la seva neboda Regina C. de Tiridor.
- (1136) Mercedes - Descobert el 1929 per Josep Comas i Solà a Barcelona i dedicat a la seva cunyada Filomena Mercedes.
- (1188) Gothlandia - Descobert el 1930 per Josep Comas i Solà a Barcelona, remunta al nom dels orígens de Catalunya, la Gòtia.
- (1626) Sadeya - Descobert el 1927 per Josep Comas i Solà a Barcelona i dedicat a la Sociedad Astronómica de España y América (SADEYA), amb seu a Barcelona.
- (1655) Comas Solá - Descobert el 1929 per Josep Comas i Solà a Barcelona i dedicat a ell mateix a títol pòstum.
- (1708) Polit - Descobert el 1929 per Josep Comas i Solà a Barcelona i dedicat al seu col·laborador Isidre Pòlit i Boixareu (1880 — 1958), fill d'Alella.
- (2399) Terradas - Descobert a l'Argentina el 1971 i dedicat al físic barceloní Esteve Terradas i Illa (1883 — 1950).
- (2919) Dali - Descobert a Austràlia el 1981 i dedicat al pintor empordanès Salvador Dalí i Domènech (1904-1989).
- (4221) Picasso - Descobert a l'Observatori Palomar el 1988 i dedicat al pintor malagueny Pablo Ruiz Picasso (1881 — 1973), vinculat pregonament a Catalunya.
- (4298) Jorgenúñez - Descobert a Barcelona el 1941 i dedicat a l'astrònom barceloní Jordi Núñez i de Murga (n. 1953).
- (4657) López - Descobert el 1979 a Crimea i dedicat a l'astrònom valencià Alvaro López Garcia (n. 1941).
- (4865) Sor - Descobert al Japó el 1988 i dedicat al guitarrista barceloní Ferran Sor i Muntades (1778 — 1839).
- (5058) Tarrega - Descobert al Japó el 1987 i dedicat al guitarrista de Vila-real Francesc d'Assís Tàrrega i Eixea (1852 — 1909).

- (5941) Valencia - Descobert el 1982 a Crimea i dedicat a la ciutat de València.

- (9453) Mallorca - Descobert a Mallorca el 1998 i dedicat a l'illa.

- (9629) Servet - Descobert a la Provença el 1993 i dedicat a l'humanista i metge de Vilanova de Sixena Miquel Servet (1511-1553).

- (9900) Llull - Descobert a Mallorca el 1997 i dedicat al filòsof mallorquí Ramon Llull (~1232–~1315), mestre en astronomia.

- (10185) Gaudi - Descobert a Xile el 1996 i dedicat a l'arquitecte reusenc Antoni Gaudí i Cornet (1852-1926).

- (10186) Albéniz - Descobert a Xile el 1996 i dedicat al compositor de Camprodon Isaac Albéniz i Pascual (1860-1909).

- (11350) Teresa - Descobert a Mallorca el 1997 i dedicat a Teresa Chercoles (n. 1951), esposa del seu descobridor.

- (13260) Sabadell - Descobert a Montjoia (Moià) el 1998 i dedicat a la ciutat de Sabadell en el 40è aniversari de la seva Agrupació Astronòmica.

- (13424) Margalida - Descobert a Mallorca el 1999 i dedicat a la mallorquina Margalida Reixach (n. 1959), esposa del seu descobridor.

- (13705) Llapasset - Descobert a la Provença el 1995 i dedicat a l'astrònom de Perpinyà Jean Marie Llapasset.

- (13868) Catalonia - Descobert a Piera el 1999 i dedicat a Catalunya.

- (14097) Capdepera - Descobert a Mallorca el 1997 i dedicat a la vila de Capdepera, residència del seu descobridor.

- (15120) Mariafelix - Descobert a Gandia el 2000 i dedicat a Maria Jesús Albors i Félix (n. 1965), esposa del seu descobridor.

- (16641) Esteban - Descobert a l'Observatori Palomar el 1993 i dedicat al barceloní Manuel A. Esteban (n. 1940), president de la Universitat de l'Estat de Califòrnia a Chico.

- (16852) Nuredduna - Descobert a Mallorca el 1997 i dedicat a la protagonista d'un poema de mossèn Miquel Costa i Llobera (1854 — 1922), de Pollença.

- (19539) Anaverdu - Descobert a l'Ametlla de Mar el 1999 i dedicat a la barcelonina Anna Verdú (n. 1963), esposa del seu descobridor.

- (19629) Serra - Descobert a Tarn el 1999 i dedicat a l'astrofísic de Vernet, Guy Serra (1947 — 2000).
- (19776) Balears - Descobert a l'Ametlla de Mar el 2000 i dedicat a l'arxipèlag Balear.
- (19783) Antoniromanya - Descobert a l'Ametlla de Mar el 2000 i dedicat a l'astrònom barceloní Antoni Romanyà i Pujó (1900 — 1981), director de l'Observatori de l'Ebre.
- (20140) Costitx - Descobert a Mallorca el 1996 i dedicat a la vila de Costitx, on és ubicat l'OAM (Observatori Astronòmic de Mallorca).
- (23318) Salvadorsanchez - Descobert a l'Ametlla de Mar el 2001 i dedicat a l'astrònom d'Inca (Mallorca) Salvador Sánchez i Martínez (n. 1954), fundador i director de l'Observatori de Mallorca.
- (25472) Joanoro - Descobert a l'Ametlla de Mar el 1999 i dedicat al bioquímic lleidatà Joan Oró i Florensa (1923 — 2004).
- (34854) Paquifrutos - Descobert a Sogorb el 2001 i dedicat a Paqui Frutos i Frutos (n. 1969), esposa del descobridor.
- (35725) Tramuntana - Descobert a Mallorca el 1999 i dedicat a la serra de Tramuntana, al nord de l'illa.
- (37391) Ebre - Descobert a l'Ametlla de Mar el 2001 i dedicat a l'Observatori de l'Ebre, a Roquetes, en el seu centenari.
- (38671) Verdaguer - Descobert a l'Ametlla de Mar el 2000 i dedicat al poeta de Folgueroles Jacint Verdaguer i Santaló (1845 — 1902).
- (39549) Casals - Descobert a Alemanya el 1992 i dedicat al músic Pau Casals i Defilló (1876 — 1973), fill del Vendrell.
- (44216) Olivercabasa - Descobert a Tenerife el 1998 i dedicat a Josep Maria Oliver i Cabasa, un dels fundadors de l'Agrupació Astronòmica de Sabadell.
- (55112) Mariángela - Descobert a Piera el 2001 i dedicat a Maria Àngels Gassol i Avante (n. 1950), esposa del descobridor.
- (56561) Jaimenomen - Descobert a Alemanya el 2000 i dedicat a l'astrònom tortosí Jaume Nomen i Torres (n. 1960).
- (64553) Segorbe - Descobert a Sogorb el 2001 i dedicat a la mateixa ciutat que enclou en el seu terme l'observatori.
- (68325) Begues - Descobert a Begues el 2001 i dedicat a la mateixa vila on és ubicat l'observatori.
- (72037) Castelldefels - Descobert a Begues el 2000 i dedicat a la veïna vila de Castelldefels, d'antiga afecció astronòmica.
- (72804) Caldentey - Descobert a Mallorca el 2001 i dedicat a Maria Dolors Caldentey i Rius (n. 1956) d'Alcúdia, una de les fundadores i dissenyadora de l'OAM.
- (72827) Maxaub - Descobert a Sogorb el 2001 i dedicat a l'escriptor d'origen alemany, naturalitzat valencià, Max Aub Mohrenwitz (1903 — 1972).

- (78071) Vicent - Descobert a Sogorb el 2002 i dedicat a l'escriptor sogorbí Francesc Vicent (1450 — 1512).

- (88470) Joaquinescrig - Descobert a Sogorb el 2001 i dedicat al valencià Joaquim Escrig i Ferrando (1945 — 1999), cosí del descobridor.

- (90140) Gómezdonet - Descobert a Sogorb el 2002 i dedicat a l'astrònom valencià Josep Julià Gómez i Donet, de l'observatori de Marxuquera, a la Safor.
- (95962) Copito - Descobert a Begues el 2003 i dedicat a Floquet de Neu, el popular goril·la albí habitant il·lustre del Parc Zoològic de Barcelona.
- (99193) Obsfabra - Descobert a Begues el 2001 i dedicat a l'històric Observatori Fabra de Barcelona.
- (128036) Rafaelnadal - Descobert a Mallorca el 2003 i dedicat al tennista de Manacor, Rafael Nadal i Parera (n. 1986).
- (134124) Subirachs - Descobert a Begues el 2005 i dedicat a l'escultor barceloní Josep Maria Subirachs i Sitjar (n. 1927).
- (161545) Ferrando - Descobert a Àvila el 2004 i dedicat al fundador i responsable de l'observatori de Sogorb, Rafael Ferrando i García (n. 1966)
- (198592) Antbernal - Descobert a Begues el 2005 i dedicat al colombià Antonio Bernal González (n. 1947), astrònom de l'Observatori Fabra de Barcelona.
- (209540) Siurana - Descobert a Begues el 2004 i dedicat al poble de Siurana a les muntanyes de Prades, al Priorat.
- (228133) Ripoll - Descobert a Mallorca el 2009 i dedicat a l'enginyer aeroespacial barceloní Andreu Ripoll i Muntaner (n. 1933).
- (266983) Josepbosch - Descobert a Arizona el 2005 i dedicat a l'expert en farmacovigilància Josep Bosch Olivera (nascut a Bellpuig l'any 1983).
- (322390) Planes de Son - Descobert des de Kitt Peak (Arizona) el 2004 i dedicat al centre de natura de les Planes de Son, Pallars Sobirà, des d'on fou redescobert l'any 2011.[1]
- (367693) Montmagastrell - Descobert des de l'Observatori de Santa Maria de Montmagastrell el 2010 i dedicat a aquest poblet de la comarca d'Urgell, on hi ha l'observarori.
- 333744 Pau - Descobert des de l'Observatori de Santa Maria de Montmagastrell l'any 2009 i dedicat a Pau Bosch Pellicer (n. 2007), net del descobridor.
- 389470 Jan - Descobert des de l'Observatori de Santa Maria de Montmagastrell l'any 2010 i dedicat a Jan Bosch Pellicer (n. 2010), net del descobridor.
- 578053 Jordillorca - Descobert des de l'Observatori de Santa Maria de Montmagastrell l'any 2013 i dedicat a Jordi Llorca Piqué, catedràtic de química de la UPC i vicerector de UPC-BarcelonaTech.
- 599755 Alcarras - Descobert des de l'Observatori de Santa Maria de Montmagastrell l'any 2010 i dedicat l poble d'Alcarràs.
- 551601 Antonijove - Descobert des de l'Observatori de Santa Maria de Montmagastrell l'any 2013 i dedicat a Antoni Jové Reina, de Tàrrega, expert en electromecànica i remotitzador d'observatoris.
- 614470 Flordeneu- És un NEO Apol·lo PHA descobert des de l'Observatori de Santa Maria de Montmagastrell l'any 2009 i dedicat al personatge literari Flordeneu, la reina de les fades del poema Canigó, de Jacint Verdaguer, publicat el 1886.
- 622467 Ignes - Descobert des de l'Observatori de Santa Maria de Montmagastrell l'any 2012 i dedicat a Magí Ignés Ortigues (1798–1872), de Bellpuig, rebesavi del descobridor.
- 667531 Ignasiribas - Descobert des de l'Observatori de Santa Maria de Montmagastrell l'any 2011 i dedicat a Ignasi Ribas Canudas, director de l'Institut d'Estudis Espacials de Catalunya.
- 549151 Serra-Ricart - Descobert des de l'Observatori de Santa Maria de Montmagastrell l'any 2011 i dedicat a Miquel Serra Ricart (1798–1872), administrador de l'Observatori del Teide.
- 689210 Salvadorjribas - Descobert des de l'Observatori de Santa Maria de Montmagastrell l'any 2011 i dedicat a Salvador J. Ribas Rubio, director del Parc Astronòmic del Montsec.